# Пахаревка (станция)
Пахаревка (укр. Пахарівка) — железнодорожная станция в селе Пахаревка в Крыму.

## История
Станция открыта в 1935 году.

## Пригородное сообщение
Пригородные поезда отправляются в Армянск и Феодосию.